# Гимн Монголии
Госуда́рственный гимн Монго́лии (монг. Монгол Улсын төрийн дуулал?, ᠮᠣᠩᠭᠣᠯ 
ᠤᠯᠤᠰ ᠤᠨ 
ᠲᠥᠷᠥ ᠶᠢᠨ 
ᠳᠠᠭᠤᠯᠠᠯ?) является одним из главных официальных государственных символов Монголии, наряду с флагом и гербом.

## История
Первым гимном независимой Монголии в XX веке стала народная протяжная песня Зуун лангийн жороо луус, приобретшая этот статус после того, как премьер-министр Намнансурэн вернулся из дипломатической поездки в Санкт-Петербург, где впервые услышал европейскую церемониальную музыку во время одного из официальных приёмов. Вернувшись в Монголию, он привёз с собой некоторые музыкальные инструменты, а также обученных игре на музыкальных инструментах солдат, которые показали своё умение Богдо-гэгэну. Он изъявил желание, чтобы в Монголии тоже был государственный гимн, и сообщил об этом в Россию. Музыку для текста гимна сочинил дирижёр Мариинского театра А. В. Кадлец, использовав для её написания этнографический музыкальный материал, предоставленный российским Восточным институтом.
Первый гимн Монголии использовался в 1924—1950 годах, второй — в 1950—1962 годах, третий — в 1962—1991 годах. Со времени демократической революции 1991 года в употребление вновь введён гимн 1950 года, из которого исключён второй куплет, прославлявший Ленина, Сталина, Сухэ-Батора и Чойбалсана. 11 июня 2006 года Великим государственным хуралом было принято решение в связи с празднованием 800-летия основания Монгольской империи включить в текст упоминания о Чингисхане.

## Текст гимна

### Современный вариант гимна
| Дархан манай тусгаар Улс Даяар Монголын ариун голомт Далай их дээдсийн гэгээн үйлс Дандаа энхжиж, үүрд мөнхжинө Хамаг дэлхийн шударга улстай Хамтран нэгдсэн эвээ бэхжүүлж Хатан зориг бүхий л чадлаараа Хайртай Монгол орноо мандуулъя Өндөр төрийн минь сүлд ивээж Өргөн түмний минь заяа түшиж Үндэс язгуур, хэл, соёлоо Үрийн үрдээ өвлөн бадраая Эрэлхэг Монголын золтой ардууд Эрх чөлөө жаргалыг эдлэв Жаргалын түлхүүр, хөгжлийн тулгуур Жавхлант манай орон мандтугай | Наша нерушимая независимая страна — Святой очаг всех монголов, Океан священных деяний предков Да будет длиться вечно. С праведными странами всего мира Совместно да будем крепить наше достояние. С крепостью и отвагой, всеми силами Да будем развивать любимую Монголию. Наш высокий государственный стяг храня, Многочисленного народа нашего судьбу смиряя, Наши корни, язык и культуру Наследуя, да возвеличим. Славные народы отважной Монголии Наделены счастьем свободы. Ключ к счастью, столп развития, — Наша величественная страна да процветает. |

Традиционное письмо
ᠳᠠᠷᠬᠠᠨ ᠮᠠᠨᠠᠶ ᠲᠤᠰᠠᠭᠠᠷ ᠤᠯᠥᠰ

ᠳᠠᠶᠠᠭᠠᠷ ᠮᠤᠩᠭᠣᠯ ᠤᠨ ᠠᠷᠢᠭᠤᠨ ᠭᠤᠯᠤᠮᠲᠠ

ᠳᠠᠯᠠᠢ ᠶᠡᠬᠡ ᠳᠡᠭᠡᠳᠦᠰ ᠤᠨ ᠭᠡᠭᠡᠨ ᠦᠢᠯᠡᠰ

ᠳᠠᠩᠳᠠ ᠡ᠊ᠩᠬᠡᠵᠢᠵᠦ᠂ ᠡᠭᠦᠷᠢᠳᠡ ᠮᠦᠩᠬᠡᠵᠢᠨ᠎ᠠ᠃

ᠬᠠᠮᠤᠭ ᠳᠡᠯᠡᠭᠡᠢ ᠢᠨ ᠰᠢᠳᠤᠷᠭᠤ ᠤᠯᠤᠰ ᠲᠠᠢ

ᠬᠠᠮᠲᠤᠷᠠᠨ ᠨᠢᠭᠡᠳᠦᠭᠰᠡᠨ ᠡᠪ ᠢᠶᠡᠨ ᠪᠡᠬᠢᠵᠢᠭᠦᠯᠵᠦ

ᠬᠠᠲᠤᠨ ᠵᠤᠷᠢᠭ ᠪᠦᠬᠦᠶᠢᠯᠠ ᠴᠢᠳᠠᠯ ᠢᠶᠠᠷ ᠢᠶᠠᠨ

ᠬᠠᠢᠢᠷᠠᠲᠠᠢ ᠮᠣᠩᠭᠤᠯ ᠤᠷᠤᠨ ᠢᠶᠠᠨ ᠮᠠᠨᠳᠤᠭᠤᠯᠤᠢ᠎ᠠ᠃

ᠦᠨᠳᠦᠷ ᠲᠦᠷᠦ ᠢᠨ ᠮᠢᠨᠢ ᠰᠦᠯᠳᠡ ᠢᠪᠡᠭᠡᠵᠦ

ᠦᠷᠭᠡᠨ ᠲᠦᠮᠡᠨ ᠦ ᠮᠢᠨᠢ ᠵᠠᠶᠠᠭ᠎ᠠ ᠲᠦᠰᠢᠵᠦ

ᠦᠨᠳᠦᠰᠦ ᠢᠵᠠᠭᠤᠷ᠂ ᠬᠡᠯᠡ᠂ ᠰᠤᠶᠤᠯ ᠢᠶᠠᠨ

ᠦᠷ᠎ᠡ ᠢᠨ ᠦᠷ᠎ᠡ ᠋ᠳ᠋ᠡᠭᠡᠨ ᠦᠪᠯᠡᠨ ᠪᠠᠳᠠᠷᠠᠭᠠᠶ᠎ᠠ᠃

ᠡᠷᠡᠯᠬᠡᠭ᠌ ᠮᠣᠩᠭᠤᠯ  ᠤᠨ ᠵᠤᠯ ᠲᠠᠢ ᠠᠷᠠᠳ ᠦᠳ

ᠡᠷᠬᠡ ᠴᠢᠯᠦᠭᠡ ᠵᠢᠷᠭᠠᠯ ᠢ ᠡᠳ᠋ᠯᠡᠪᠡ

ᠵᠢᠷᠭᠠᠯ ᠤᠨ ᠲᠦᠯᠬᠢᠭᠦᠷ᠂ ᠬᠦᠭ᠍ᠵᠢᠯ  ᠦᠨ ᠲᠤᠯᠭᠠᠭᠤᠷᠢ

ᠵᠢᠪᠬᠤᠯᠠᠩᠲᠤ ᠮᠠᠨᠠᠶ ᠤᠷᠤᠨ ᠮᠠᠨᠳᠤᠲᠤᠭᠠᠢ᠅

### 1991—2006
| Дархан манай хувьсгалт улс Даяар монголын ариун голомт Дайсны хөлд хэзээ ч орохгүй Дандаа энхжиж үүрд мөнхжинө. Хамаг дэлхийн шударга улстай Хамтран нэгдсэн эгнээг бэхжүүлж Хатан зориг, бүхий л чадлаараа Хайртай Монгол орноо мандуулъя. Зоригт Монголын золтой ардууд Зовлонг тонилгож, жаргалыг эдлэв Жаргалын түлхүүр, хөгжлийн тулгуур Жавхлант манай орон мандтугай. Хамаг дэлхийн шударга улстай Хамтран нэгдсэн эгнээг бэхжүүлж Хатан зориг, бүхий л чадлаараа Хайртай Монгол орноо мандуулъя. | Наша священная революционная страна — Святой очаг всех монголов, Ни один враг не победит нас, Мы будем процветать вечно. С праведными странами всего мира Совместно да будем крепить наше достояние. С крепостью и отвагой, всеми силами Да будем развивать любимую Монголию. Храбрый мужественный народ Монголии Преодолел все страдания и обрёл счастье, Ключ к восторгу и путь к успеху, Да здравствует наша славная страна. С праведными странами всего мира Совместно да будем крепить наше достояние. С крепостью и отвагой, всеми силами Да будем развивать любимую Монголию. |

### 1961—1992
| оригинал | перевод |
| --- | --- |
| Урьдын бэрх дарлалыг устгаж Ардын эрх жаргалыг тогтоож Бүх нийтийн зоригийг илтгэсэн Бүгд Найрамдах Улсаа байгуулсан Сайхан Монголын цэлгэр орон Саруул хөгжлийн дэлгэр гүрэн Үеийн үед энхжин бадартугай Үүрдийн үүрд батжин мандтугай Ачит нам алсыг гийгүүлж Хүчит түмэн улсыг хөгжүүлж Бууршгүй зүтгэл дүүрэн хөвчилсөн Цуцашгүй тэмцэл түүхийг товчилсон Сайхан Монголын цэлгэр орон Саруул хөгжлийн дэлгэр гүрэн Үеийн үед энхжин бадартугай Үүрдийн үүрд батжин мандтугай Зөвлөлт оронтой заяа холбож Дэвшилт олонтой санаа нийлж Хандах зүгийг бахтай барьсан Мандах коммунизмыг цогтой зорьсон Сайхан Монголын цэлгэр орон Саруул хөгжлийн дэлгэр гүрэн Үеийн үед энхжин бадартугай Үүрдийн үүрд батжин мандтугай | Преодолев прежние неустройства, Устроив права и счастье народа, Отвагой и смелостью каждого Основали народную республику. Прекрасная монгольская страна, Пространная держава развития, Во веки веков цвети и расти, Вечно укрепляйся и процветай. Благодетельной партии взор Развивает сильное народное государство. Неколебимая воля и сила пребывают, Непрестанная борьба историю укорачивает. Прекрасная монгольская страна, Пространная держава развития, Во веки веков цвети и расти, Вечно укрепляйся и процветай. Деля судьбу с Советской страной, В согласии с передовыми странами Чётко следуя общему направлению Смело идём к славному коммунизму. Прекрасная монгольская страна, Пространная держава развития, Во веки веков цвети и расти, Вечно укрепляйся и процветай. |

### 1950—1961
| Дархан манай хувьсгалт улс Даяар Монголын ариун голомт Дайсны хөлд хэзээ ч орохгүй Дандаа энхжиж үүрд мөнхжинө. Хамаг дэлхийн шударга улстай Хамтран нэгдсэн эгнээг бэхжүүлж Хатан зориг, бүхий л чадлаараа Хайртай Монгол орноо мандуулъя. Алдарт Ленин Сталины заасан Ардын чөлөө, жаргалын замаар Агуу Монгол орноо удирдсан Ачит Сүхбаатар, Чойбалсан. Хамаг дэлхийн шударга улстай Хамтран нэгдсэн эгнээг бэхжүүлж Хатан зориг, бүхий л чадлаараа Хайртай Монгол орноо мандуулъя. Зоригт Монголын золтой ардууд Зовлонг тонилгож, жаргалыг эдлэв Жаргалын түлхүүр, хөгжлийн тулгуур Жавхлант манай орон мандтугай. Хамаг дэлхийн шударга улстай Хамтран нэгдсэн эгнээг бэхжүүлж Хатан зориг, бүхий л чадлаараа Хайртай Монгол орноо мандуулъя. | Наша священная революционная страна — Святой очаг всех монголов, Ни один враг не победит нас, Мы будем процветать вечно. С праведными странами всего мира Совместно да будем крепить наше достояние. С крепостью и отвагой, всеми силами Да будем развивать любимую Монголию. По учению Ленина и Сталина, Идём к свободе и счастью народа. Идёт наша великая Монголия, По пути Сухэ-Батора и Чойбалсана. С праведными странами всего мира Совместно да будем крепить наше достояние. С крепостью и отвагой, всеми силами Да будем развивать любимую Монголию. Храбрый мужественный народ Монголии Преодолел все страдания и обрёл счастье, Ключ к восторгу и путь к успеху, Да здравствует наша славная страна. С праведными странами всего мира Совместно да будем крепить наше достояние. С крепостью и отвагой, всеми силами Да будем развивать любимую Монголию. |

### 1924—1950
Бүх дэлхийн ард түмэнд
Бүрэн эрхийг олгогч интернационал
Бүдүүлэг ядуу ард түмнийг
Гэгээнээр удирдагч интернационал
Хамаг дэлхийн ядуу ардыг
Харанхуйгаар мөлжигч харгисуудыг
Хашин арилгахаар эсэргүүцсэн
Хасын замтай интернационал
Гэмгүй суусан орчлонг
Гэмтүүлэн дарлагч капиталтанг
Хийсгэн арилгахаар эсэргүүцсэн
Гэгээн мөртэй интернационал
Гайхамшигт жавхлант улаан тугаар
Газрын бөмбөрцгийг бүрхээд
Гал усны гашуун зовлонгоос гэтэлгэгч
Гайхамшигт гуравдугаар интернационал
Дорно өрнийн олон тив дэх
Доромжлогдсон дарлагдсан ард түмэн
Даруйхан бүгдээрээ босоцгоож
Догшин харгисуудыг дарцгаагтун
Баялаг ноёдуудын эрх мэдэлд
Балбагдан дарлагдсан ард түмэн
Багын хайран наснаасаа
Үйлдвэрт зүтгэсэн ард түмэн
Эдгээр олон зовлонтон нар
Эв хамтын интернационалд нэгдэж
Эрчимтэй ангийн чанарыг баримтлан
Эзэрхэг баячуудыг эсэргүүцье
Жаргалант байдлыг зохион чадагч
Жавхлант туг юугаа байгуулсан
Журамт эв хамт намуудын
Журам холбоот интернационал
Гэгээн тунгалаг эрдэм соёлоор
Дөрвөн зүгтээ цэцэг дэлгэж
Гэрэлт нарны эрдэнийн туяагаар
Ертөнц дахиныг гийгүүлэх болтугай
Энэхүү дэлхийн ард түмнийг
Эрхбиш нэгтгэх зорилготой
Эв хамтын гуравдугаар интернационал
Үүрд наран мэт мандах болтугай

### ГимнБогд-ханской Монголии(1911—1924)
Зуун лангийн жороо луус
Зуун лангийн жороо луусыг
Жуузан дундаа хөлөглөв өө хө
Зуугаас залсан Богд ламыгаа
Зонховын ширээнд залав аа хө
Мөнгөн амтай бүрээ бишгүүрийг
Мөрөн дундаа хангинуулав аа хө
Мөнх настай Богд ламыгаа
Мөргөлийнхөө ширээнд залав аа хө
Алтан амтай бүрээ бишгүүрээ
Ар мөрөндөө хангинуулав аа хө
Ачлал болсон Богд ламыгаа
Авралын ширээнд залав аа хө
Традиционное письмо
ᠵᠠᠭᠤᠨ ᠯᠠᠩ ᠤᠨ ᠵᠢᠷᠤᠭ᠎ᠠ ᠯᠠᠤᠰ ᠢ 

ᠵᠢᠤᠵᠠᠨ ᠳᠤᠮᠳᠠ ᠪᠠᠨ ᠬᠥᠯᠭᠡᠯᠡᠪᠡ ᠡ ᠬᠥ 

ᠵᠤᠤᠭ᠎ᠠ ᠠᠴᠠ ᠵᠠᠯᠠᠭᠰᠠᠨ ᠪᠣᠭᠳᠠ ᠯᠠᠮ᠎ᠠ ᠶᠢ ᠪᠠᠨ 

ᠵᠣᠩᠬᠣᠪ ᠤᠨ ᠰᠢᠷᠡᠭᠡᠨ ᠳᠦ ᠵᠠᠯᠠᠪᠠ ᠠ ᠬᠥ 

ᠮᠥᠩᠭᠥᠨ ᠠᠮᠠ ᠲᠠᠢ ᠪᠦᠷᠢᠶ᠎ᠡ ᠪᠢᠰᠬᠢᠭᠦᠷ ᠢ 

ᠮᠥᠷᠡᠨ ᠳᠤᠮᠳᠠ ᠪᠠᠨ ᠬᠠᠩᠭᠢᠨᠠᠭᠤᠯᠪᠠ ᠠ ᠬᠥ 

ᠮᠥᠩᠬᠡ ᠨᠠᠰᠤ ᠲᠠᠢ ᠪᠣᠭᠳᠠ ᠯᠠᠮ᠎ᠠ ᠶᠢ ᠪᠠᠨ 

ᠮᠥᠷᠭᠥᠯ ᠦᠨ ᠢᠶᠡᠨ ᠰᠢᠷᠡᠭᠡᠨ ᠳᠦ ᠵᠠᠯᠠᠪᠠ ᠠ ᠬᠥ 

ᠠᠯᠲᠠᠨ ᠠᠮᠠ ᠲᠠᠢ ᠪᠦᠷᠢᠶ᠎ᠡ ᠪᠢᠰᠬᠢᠭᠦᠷ ᠢᠶᠡᠨ 

ᠠᠷᠤ ᠮᠥᠷᠦᠨ ᠳᠦ ᠪᠡᠨ ᠬᠠᠩᠭᠢᠨᠠᠭᠤᠯᠪᠠ ᠠ ᠬᠥ 

ᠠᠴᠢᠯᠠᠯ ᠪᠣᠯᠤᠭᠰᠠᠨ ᠪᠣᠭᠳᠠ ᠯᠠᠮ᠎ᠠ ᠶᠢ ᠪᠠᠨ 

ᠠᠪᠤᠷᠠᠯ ᠤᠨ ᠰᠢᠷᠡᠭᠡᠨ ᠳᠦ ᠵᠠᠯᠠᠪᠠ ᠠ ᠬᠥ

### ГимнЧингисханскойгосударственности (XIII—XX века)
Эртний сайхан ерөөл
Эртний сайхан ерөөлөөр

Энэ сайхан оронд нь

Эзэн Богд Чингис хааныхаа

Язгууран ээц бүрдвээ хөө

Тэнгэр мэт заяатай

Тэгш таван оюунтай

Тэнүүн уужим зарлигтай

Тэнгэрийн минь үр сад билээ

Олон одны дундаас

Сарны гэрэл тодорхой

Олон хүмүүний дундаас

Яндар мэт чимэгтэй

Сүмбэр уулын оройгоос

Сүндэрлэж цацраад

Сүр жавхлан дэлгэрээд

Сүлд нь бат болтугай

Хамаг номын рашааныг

Ханахын чинээгээр хүртээд

Хаан эзэн Чингисийн өмнө

Хамт бүгдээрээ жаргая
Традиционное письмо
ᠡᠷᠲᠡᠨ ᠦ ᠰᠠᠶᠢᠬᠠᠨ ᠢᠷᠦᠭᠡᠯ ᠢᠶᠡᠷ

ᠡᠨᠡ ᠰᠠᠶᠢᠬᠠᠨ ᠣᠷᠣᠨ ᠳᠤ ᠨᠢ

ᠡᠵᠡᠨ ᠪᠣᠭᠳᠠ ᠴᠢᠩᠭᠢᠰ ᠬᠠᠭᠠᠨ ᠤ ᠪᠠᠨ

ᠢᠵᠠᠭᠤᠷᠠᠨ ᠡᠭᠡᠴᠡ ᠪᠦᠷᠢᠳᠪᠡ ᠬᠥ᠋

ᠲᠩᠷᠢ ᠮᠡᠲᠦ ᠵᠠᠶᠠᠭ᠎ᠠ ᠲᠠᠢ

ᠲᠡᠭᠰᠢ ᠲᠠᠪᠤᠨ ᠣᠶᠤᠨ ᠲᠠᠢ

ᠲᠡᠨᠢᠭᠦᠨ ᠠᠭᠤᠵᠢᠮ ᠵᠠᠷᠯᠢᠭ ᠲᠠᠢ

ᠲᠩᠷᠢ ᠶᠢᠨ ᠮᠢᠨᠢ ᠦᠷ᠎ᠡ ᠰᠠᠳᠠ ᠪᠢᠯᠡ

ᠣᠯᠠᠨ ᠣᠳᠣᠨ ᠤ ᠳᠤᠮᠳᠠ ᠠᠴᠠ

ᠰᠠᠷᠠᠨ ᠤ ᠭᠡᠷᠡᠯ ᠲᠣᠳᠣᠷᠬᠠᠢ

ᠣᠯᠠᠨ ᠬᠥᠮᠥᠨ ᠦ ᠳᠤᠮᠳᠠ ᠠᠴᠠ

ᠶᠠᠨᠳᠠᠷ᠎ᠠ ᠮᠡᠲᠦ ᠴᠢᠮᠡᠭ ᠲᠡᠢ

ᠰᠦᠮᠪᠦᠷ ᠠᠭᠤᠯᠠ ᠶᠢᠨ ᠣᠷᠣᠢ ᠠᠴᠠ

ᠰᠦᠨᠳᠡᠷᠯᠡᠵᠦ ᠰᠠᠴᠤᠷᠠᠭᠠᠳ

ᠰᠦᠷ ᠵᠢᠪᠬᠤᠯᠠᠩ ᠳᠡᠯᠭᠡᠷᠡᠭᠡᠳ

ᠰᠦᠯᠳᠡ ᠨᠢ ᠪᠠᠲᠤ ᠪᠣᠯᠲᠤᠭᠠᠢ

ᠬᠠᠮᠤᠭ ᠨᠣᠮ ᠤᠨ ᠷᠠᠰᠢᠶᠠᠨ ᠢ 

ᠬᠠᠨᠬᠤ ᠶᠢᠨ ᠴᠢᠨᠡᠭᠡ ᠪᠡᠷ ᠬᠦᠷᠲᠡᠭᠡᠳ 

ᠬᠠᠭᠠᠨ ᠡᠵᠡᠨ ᠴᠢᠩᠭᠢᠰ ᠦᠨ ᠡᠮᠦᠨ᠎ᠡ 

ᠬᠠᠮᠲᠤ ᠪᠥᠭᠥᠳᠡᠭᠡᠷ ᠢᠶᠡᠨ ᠵᠢᠷᠭᠠᠶ᠎ᠠ